# Anacroneuria chipaya
Anacroneuria chipaya és una espècie d'insecte plecòpter pertanyent a la família dels pèrlids.

## Descripció
- Els adults tenen el cap marró groguenc clar amb taques marrons envoltant cada ocel.[5]

## Hàbitat
En el seu estadi immadur és aquàtic i viu a l'aigua dolça, mentre que com a adult és terrestre i volador.

## Distribució geogràfica
Es troba a Sud-amèrica: el Perú, Colòmbia i Bolívia.